# Liste der Monuments historiques in Hannogne-Saint-Martin
Die Liste der Monuments historiques in Hannogne-Saint-Martin führt die Monuments historiques in der französischen Gemeinde Hannogne-Saint-Martin auf.

## Liste der Objekte
| Bezeichnung                                     | Beschreibung                          | Standort                       | Kennzeichnung | Schutzstatus | Datum | Bild |
| ----------------------------------------------- | ------------------------------------- | ------------------------------ | ------------- | ------------ | ----- | ---- |
| Kruzifix                                        | Holz, farbig gefasst, 15. Jahrhundert | in der Kirche St-Martin (Lage) | PM08000261    | Classé       | 1963  |      |
| Skulptur Der heilige Martin teilt seinen Mantel | Holz, 16. Jahrhundert                 | in der Kirche St-Martin (Lage) | PM08000260    | Classé       | 1908  |      |